# Xã Charleston, Quận Washington, Kansas
Xã Charleston (tiếng Anh: Charleston Township) là một xã thuộc quận Washington, tiểu bang Kansas, Hoa Kỳ. Năm 2010, dân số của xã này là 78 người.